# Nozza
Der Nozza ist ein rund 13 Kilometer langer rechter Nebenfluss des Chiese in der italienischen Provinz Brescia im Osten der Lombardei.

## Verlauf
Der Nozza entspringt auf etwa 1240 m s.l.m. oberhalb von Alone zwischen der Corna di Sonclino im Norden und dem Monte Dossone im Süden auf dem Gemeindegebiet von Casto. Er fließt anfangs gegen Nordosten durch ein dicht bewaldetes und unwegsames Kerbtal, wobei er hier noch teilweise Trecento genannt wird. Er passiert den Wasserfall Pos de l’Acqua, ehe er die hoch über dem Fluss gelegene Fraktion Alone erreicht.
Er nimmt von rechts den Merlo auf sowie kurz darauf ebenfalls von rechts den Pizzotto. Der Nozza passiert nun das Dorf Casto, in dem ihm von links die Vrenda zufließt. Der Fluss fließt an der Fraktion Malpaga vorbei und bildet gleich danach die Gemeindegrenze zwischen Mura am linken und Casto am rechten Ufer. Dabei nimmt er von links seinen wichtigsten Zufluss, den Tovere auf, ehe er ganz in der Gemeinde Vestone verläuft.
Der Nozza umfließt nun die nördlichen Ausläufer des Monte Poffe und mündet schließlich in der Fraktion Nozza auf etwa 305 m s.l.m. von rechts in den Chiese.